# Guérande
Guérande (en bretó Gwenrann, en gal·ló Géraundd) és un municipi francès del departament del Loira Atlàntic, a la regió del País del Loira. Limita al nord-oest amb Mesquer i Piriac-sur-Mer, al nord amb Saint-Molf i Saint-Lyphard, al nord-est amb Brière i Saint-Joachim, a l'oest amb La Turballe, a l'est amb Saint-André-des-Eaux, al sud-oest amb Batz-sur-Mer i Le Croisic, al sud amb Le Pouliguen i al sud-est amb La Baule-Escoublac. És una ciutat coneguda per la producció de sal de gran qualitat. És un dels municipis signataris de la carta Ya d'ar brezhoneg.

## Demografia
| Evolució de la població Ehess i INSEE |       |       |       |       |      |       |       |       |
| 1793                                  | 1800  | 1806  | 1821  | 1831  | 1836 | 1841  | 1846  | 1851  |
| 7 236                                 | 7 222 | 7 252 | 7 779 | 8 190 | -    | 8 503 | 8 577 | 8 648 |

| 1856  | 1861  | 1866  | 1872  | 1876  | 1881  | 1886  | 1891  | 1896  |
| ----- | ----- | ----- | ----- | ----- | ----- | ----- | ----- | ----- |
| 8 540 | 8 524 | 6 749 | 6 705 | 6 804 | 6 912 | 7 062 | 7 020 | 7 054 |

| 1901  | 1906  | 1911  | 1921  | 1926  | 1931  | 1936  | 1946  | 1954  |
| ----- | ----- | ----- | ----- | ----- | ----- | ----- | ----- | ----- |
| 6 913 | 6 859 | 6 609 | 5 760 | 6 082 | 6 164 | 6 163 | 6 014 | 6 567 |

| 1962  | 1968  | 1975  | 1982  | 1990   | 1999   | 2006 | 2011 | 2016 |
| ----- | ----- | ----- | ----- | ------ | ------ | ---- | ---- | ---- |
| 6 389 | 6 499 | 7 644 | 9 140 | 11 665 | 13 603 | -    | -    | -    |

| 2019 | - | - | - | - | - | - | - | - |
| ---- | - | - | - | - | - | - | - | - |
| -    | - | - | - | - | - | - | - | - |

## Administració
| Període   | Identitat            | Partit |
| --------- | -------------------- | ------ |
| 1958-1979 | Jean Ménager         | UDR    |
| 1979-1986 | Jean Rousseau        | UDR    |
| 1986-1995 | Michel Rabreaub      | RPR    |
| 1995-2006 | Jean-Pierre Dhonneur | UMP    |
| 2006-2008 | Annick Mahé          | UMP    |
| 2008-     | Christophe Priou     | UMP    |

## Agermanament
- Dolgellau
- Dinkelsbühl (Baviera)
- Almagro (Castella-La Manxa)
- Castro Marim

## Galeria d'imatges

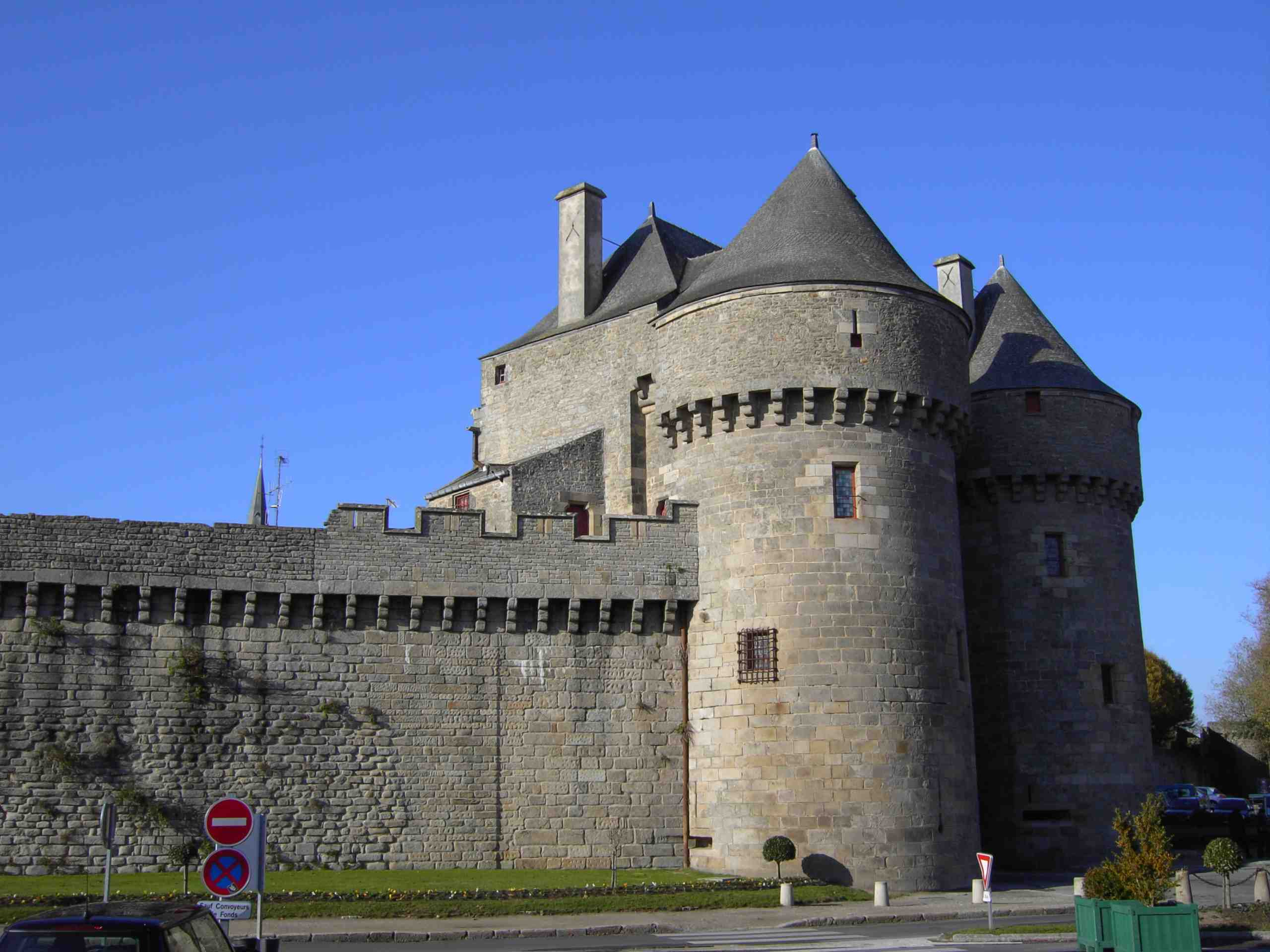
Torre del Castell
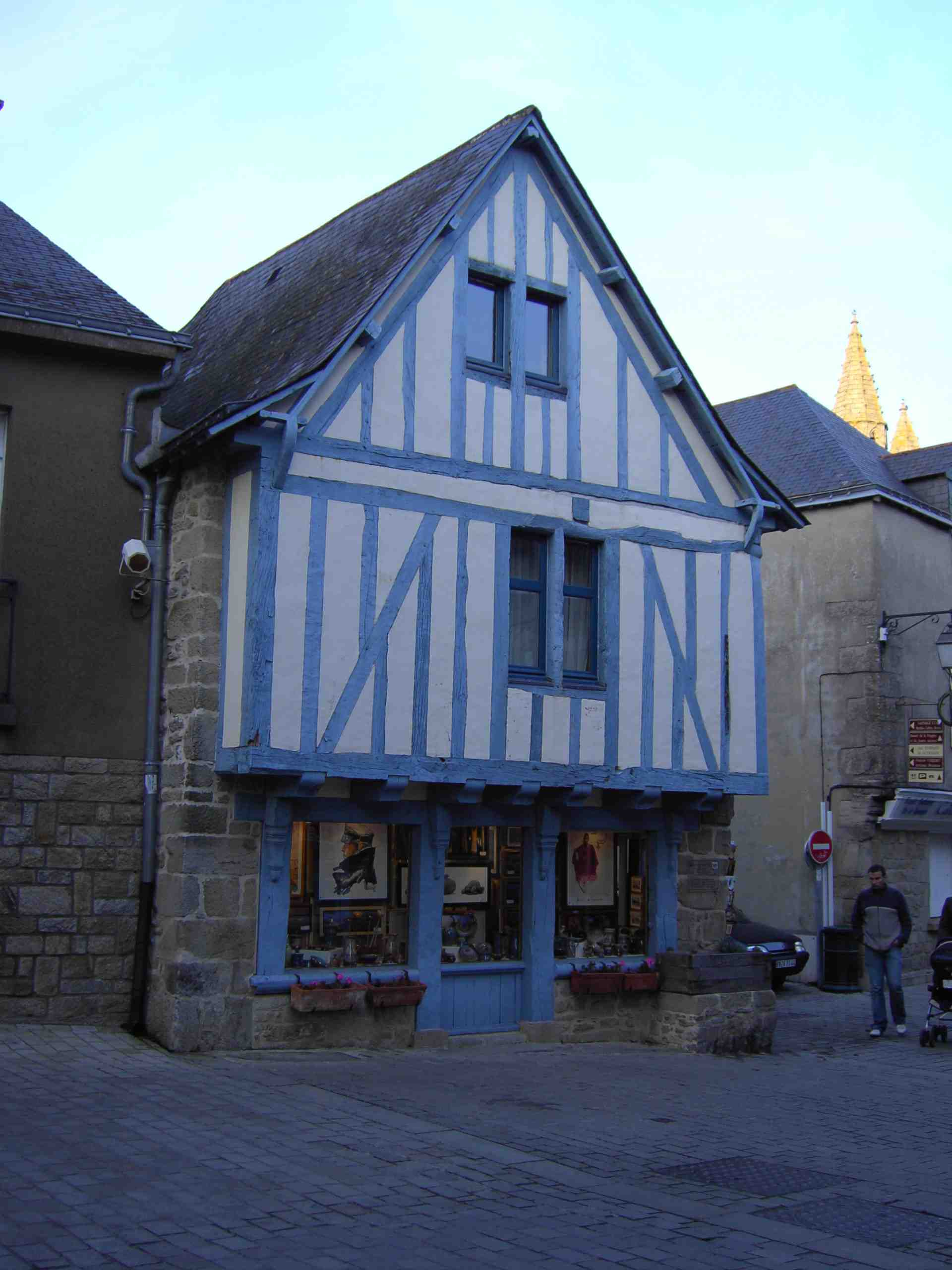
Casa típica
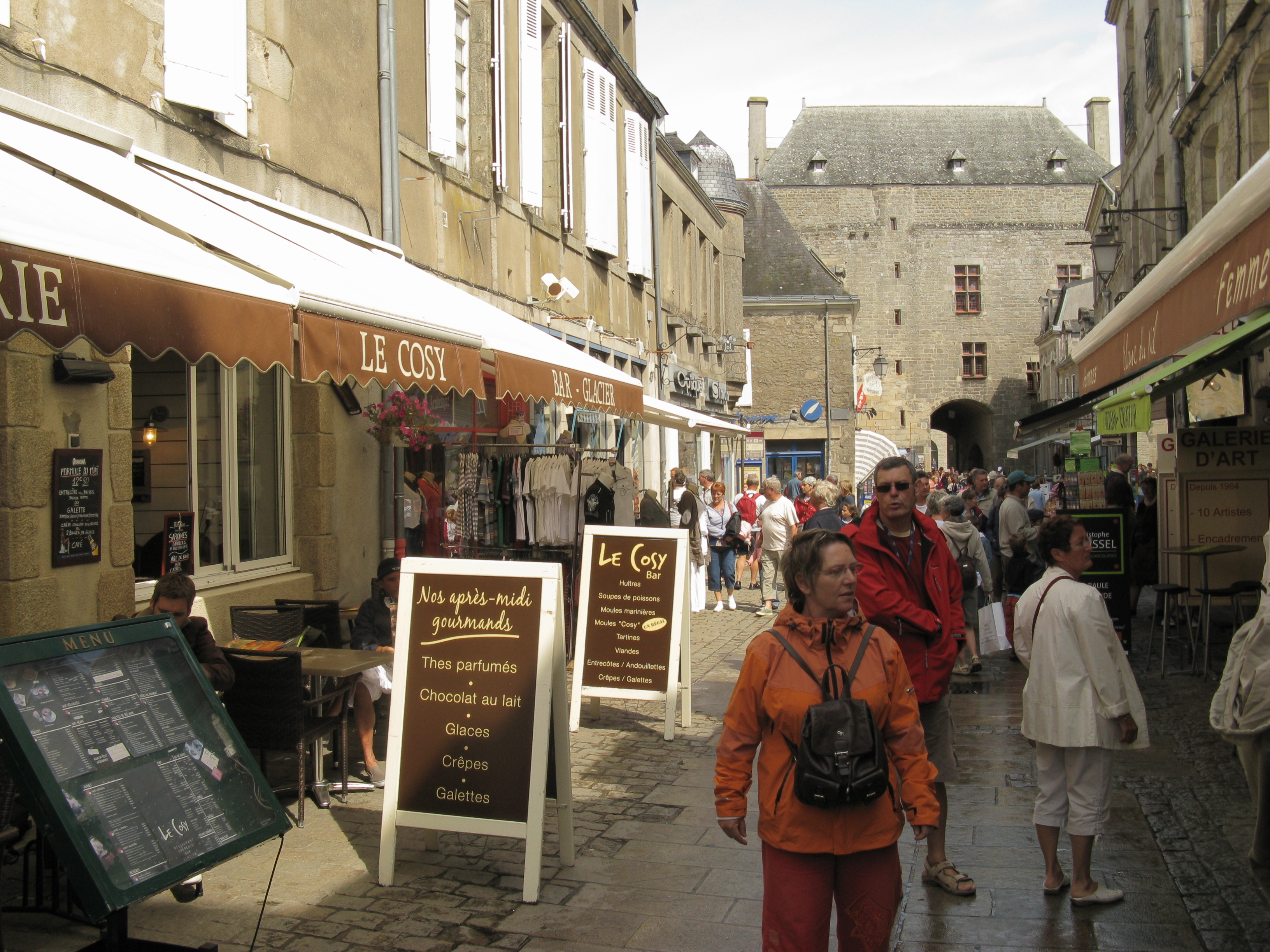
Rue Saint-Michel
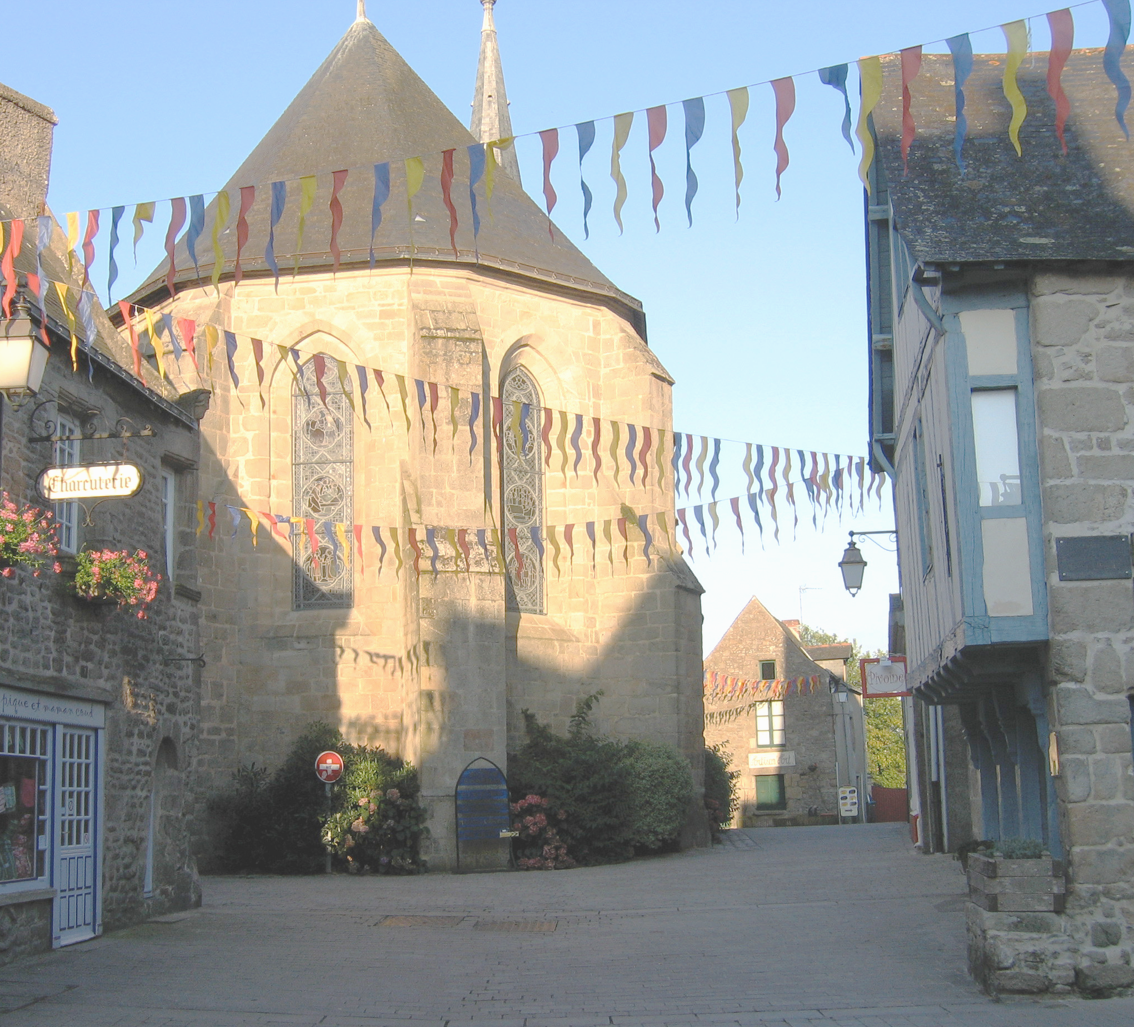
Capella de Nôtre Dame